# Ore Monogatari!! (filme)
Ore Monogatari!! (俺物語!!) é um filme japonês do género comédia romântica, realizado por Hayato Kawai, e escrito por Akiko Nogi, com base no manga homónimo de Kazune Kawahara e Aruko. Estreou-se no Japão a 31 de outubro de 2015.

## Elenco
- Ryohei Suzuki como Takeo Gōda[4]
- Mei Nagano como Rinko Yamato[4]
- Kentarō Sakaguchi como Makoto Sunakawa[4]
- Yasufumi Terawaki como Yutaka Gōda[4]
- Sawa Suzuki como Yuriko Gōda[4]

## Produção
O filme foi anunciado na revista de manga shōjo Bessatsu Margaret em maio de 2015. A equipa, o elenco e a data de lançamento foram anunciadas no final do mês de maio. O restante do elenco foi anunciado em junho. O trailer foi lançado em agosto.

## Recepção
O filme ficou em terceiro lugar na sua semana de estreia, arrecadando 1.1 milhão de ienes na bilheteira japonesa.